# Cercopithecus kandti
Cercopithecus kandti là một loài động vật có vú trong họ Cercopithecidae, bộ Linh trưởng. Loài này được Matschie mô tả năm 1905.

## Hình ảnh

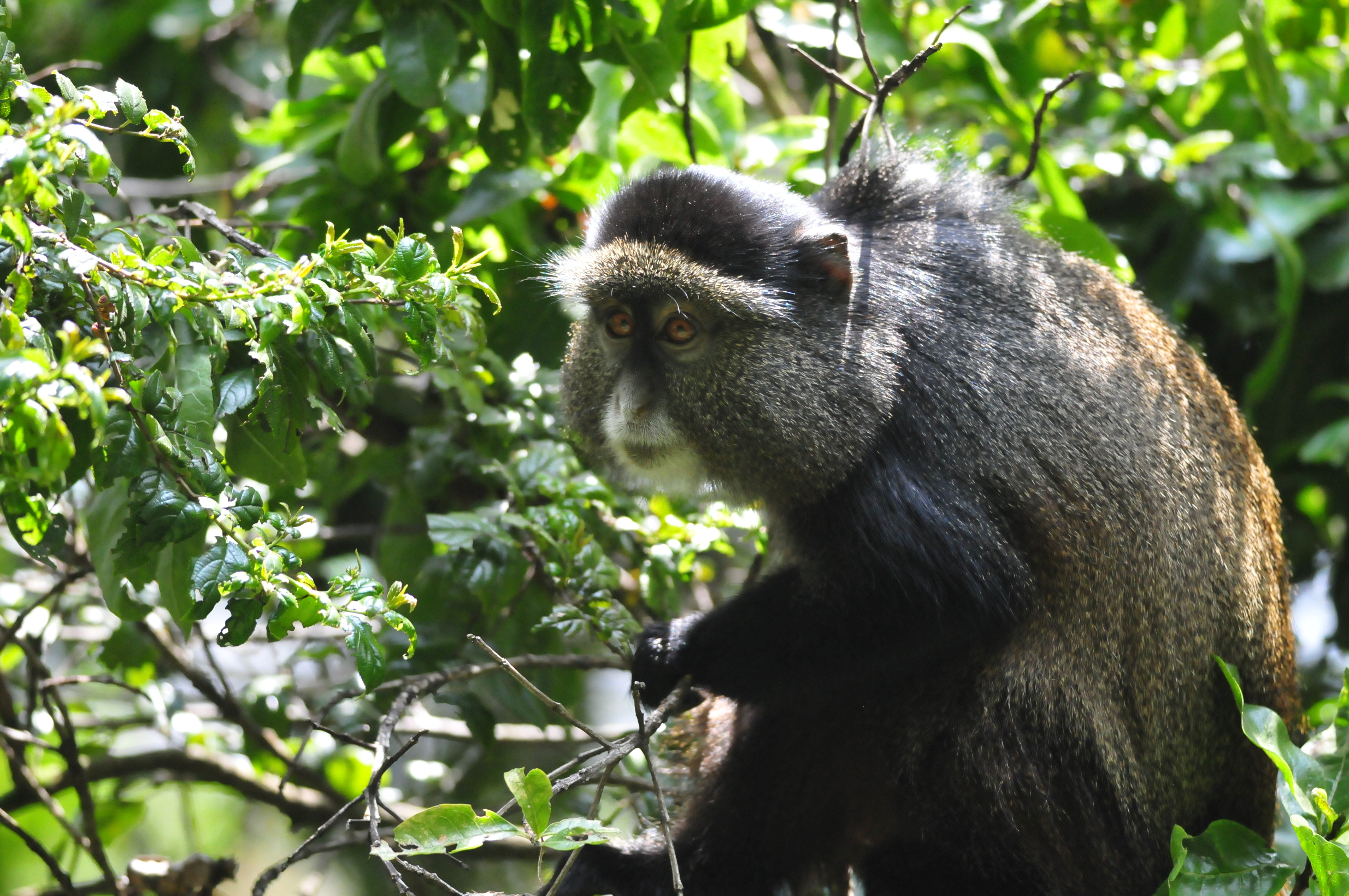